# Caripuyo (gemeente)
Caripuyo is een gemeente (municipio) in de Boliviaanse provincie Alonso de Ibáñez in het departement Potosí. De gemeente telt naar schatting 8.626 inwoners (2018). De hoofdplaats is Caripuyo.